# Ерастов, Дмитрий Анатольевич
Дмитрий Анатольевич Ерастов (18 апреля 1960, Горький — неизвестно) — советский и белорусский хоккеист, защитник. Мастер спорта СССР.

## Биография
Начинал заниматься хоккеем в горьковской автозаводской ДЮСШ, тренер Геннадий Крутов. После окончания спортинтерната в 1976 году был приглашён в «Динамо» Минск. Дебютировал за клуб в 1978 году в первой лиге. После победного чемпионата мира среди молодёжных команд 1980 года перешёл в «Динамо» Москва. 27 апреля провёл единственный матч за команду — в высшей лиге против «Трактора» (5:6). В предсезонной игре против ЦСКА получил травму и вернулся в Минск. Сезон 1980/81 вместе с командой провёл в высшей лиге. В 1986 году после завершения карьеры Анатолия Варивончика стал капитаном минского «Динамо». Отыграл в команде 13 сезонов и перешёл в чешский «Баник» Соколов из первой лиги. Во втором сезоне стал самым результативным защитником лиги по системе «гол + пас». После развода с женой переехал к родителям в Нижний Новгород. В сезоне 1993/94 почти полтора месяца не играл, вместе с «Торпедо» вылетел из плей-офф и перешёл в «Нефтехимик», где провёл и следующий сезон. Вернувшись в Нижний Новгород, работал помощником директора механического завода. По приглашению первого тренера по минскому «Динамо» Виталия Стаина отыграл сезон в «Црвене звезде».
Стал работать в нижегородской фирме, реализующей хоккейный инвентарь и играть в команде «Прогресс» (Большое Мурашкино) в первенстве области.
Скоропостижно скончался из-за проблем со здоровьем (между 2003 и 2014 годами).